# Antonio Carraro
La Antonio Carraro SpA è un'azienda italiana, situata a Campodarsego in provincia di Padova, che produce trattori compatti a 4 ruote motrici dai 20 ai 100 hp per l'agricoltura specializzata e il settore civile. In Italia è il principale marchio dei trattori compatti.
Ha depositato un totale di 25 brevetti industriali, attualmente in vigore, in Stati aderenti alla European Patent Convention e negli Stati Uniti.

## Storia

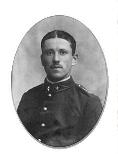
Giovanni Carraro

### Fondazione
Nel 1910 il giovanissimo fabbro Giovanni Carraro costruisce una macchina agricola multifunzionale, che unisce aratro, fresa, seminatrice, erpice e rullo. La sua piccola bottega si trasforma in poco tempo in un complesso industriale che produce dapprima seminatrici, poi trattori tradizionali. Nel 1960 il più giovane dei suoi sei figli fonda la Antonio Carraro di Giovanni, dando vita al primo trattore monoasse Scarabeo.

### Dagli anni sessanta agli anni ottanta
Negli anni successivi, Antonio Carraro si concentra sulla nicchia dei trattori di media potenza (dai 20 ai 100 cv) a quattro ruote motrici, diventando leader del settore e allargando la gamma di modelli. All'inizio degli anni Settanta viene inaugurato il Centro Ricerca e Sviluppo (oggi R&D dept.)

### Dagli anni novanta ad oggi

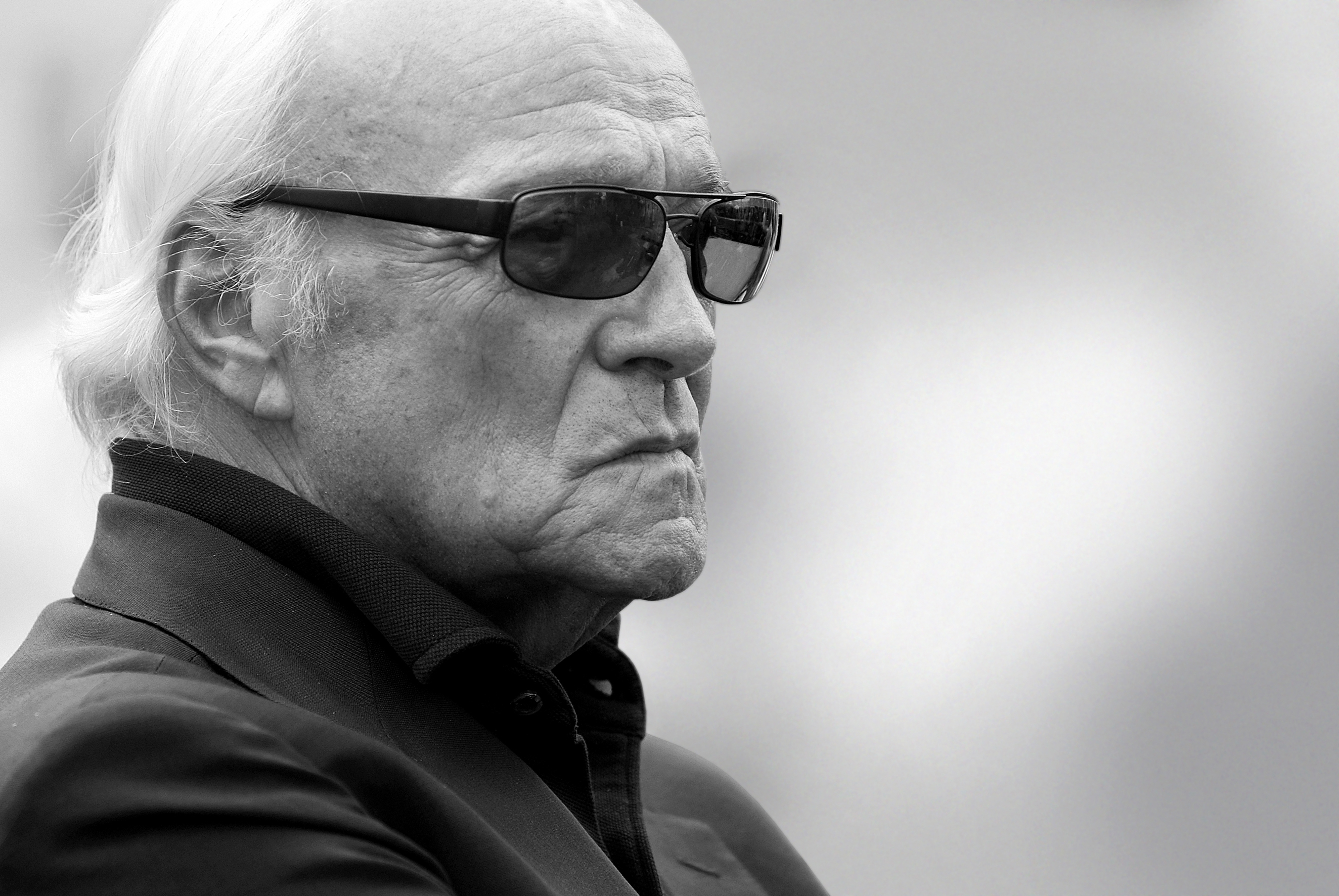
Antonio Carraro nel 2008

Ormai consolidatosi tra i leader del mercato degli specializzati, Antonio Carraro espande il proprio mercato anche al settore civile, dando vita alla linea Groundcare di mezzi per manutenzione del verde, pulizia urbana e viabilità.
Tra il 1999 e il 2000 viene avviata una ristrutturazione interna, operata con la collaborazione di Porsche Consulting. L'azienda da allora ha adottato la filosofia kaizen di miglioramento continuo esteso a tutte le attività.

## Prodotti
La gamma Antonio Carraro conta circa 80 modelli destinati a numerose nicchie di mercato, e viene suddivisa in due business units:

### Professional Specialized
Trattori di alta gamma dai 50 ai 100 hp per l'agricoltura specializzata professionale (vigneti, frutteti, vivai, serre, coltivazioni a filare)

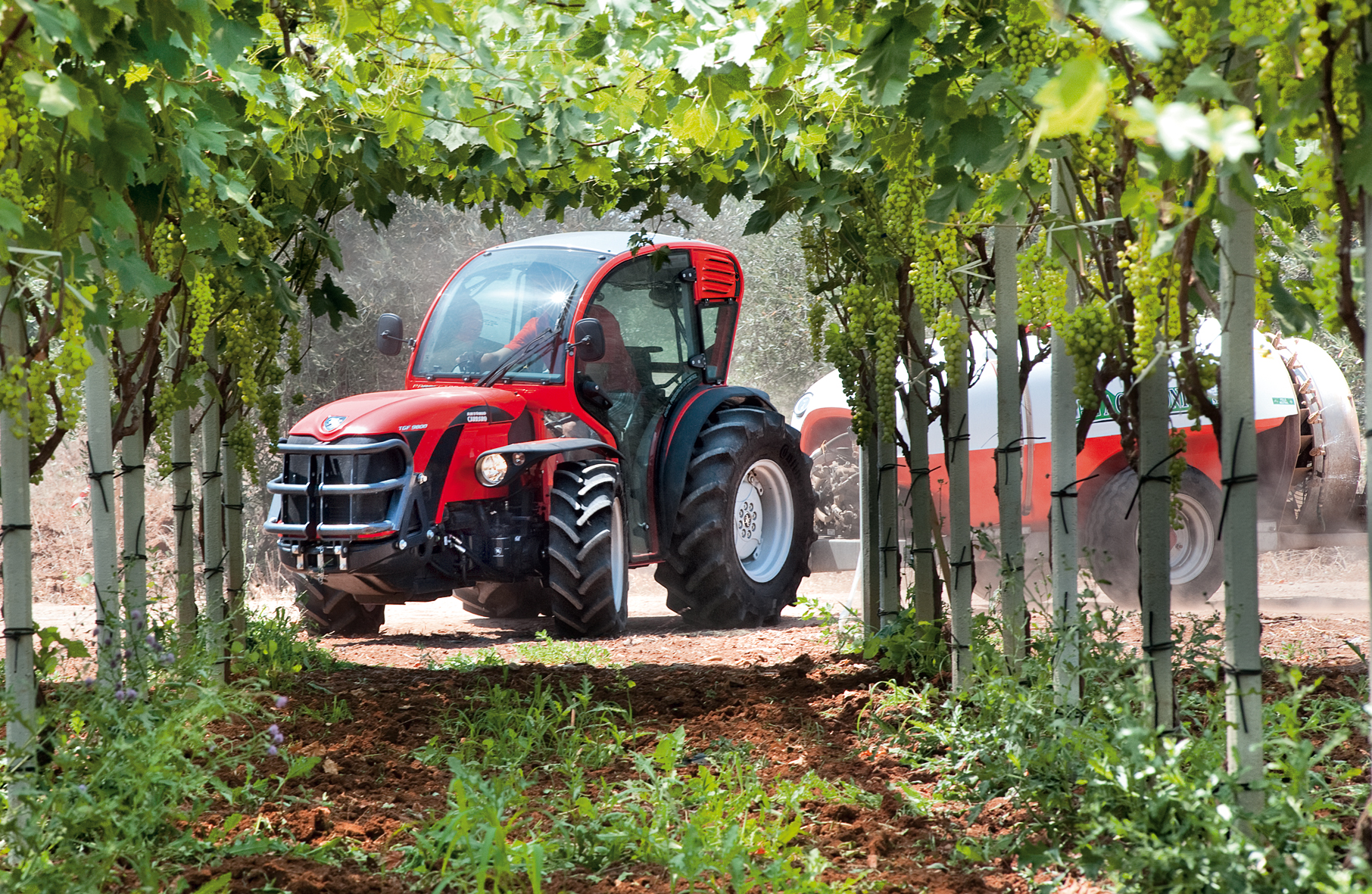
TGF Ergit 100
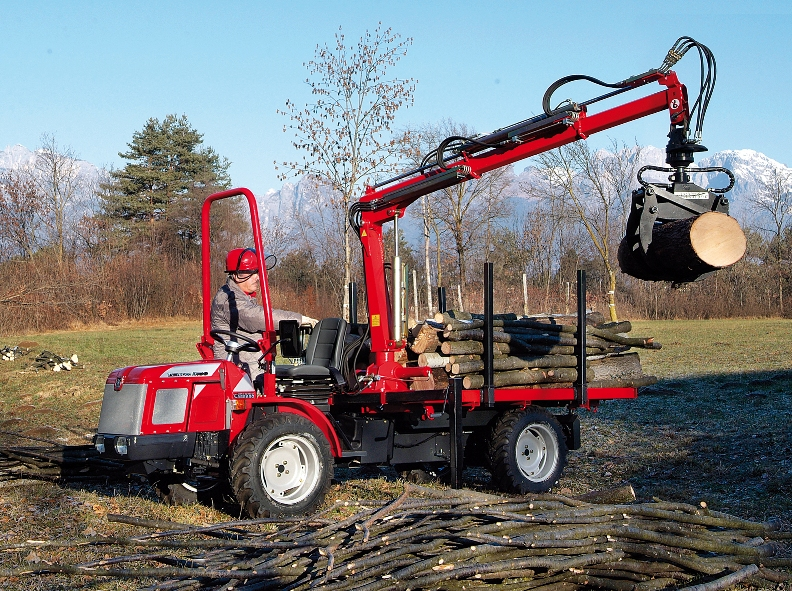
Tigrecar GST
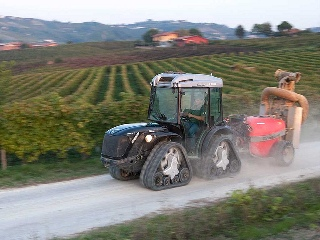
Il quadricingolo MACH 4

### Utility, Agriculture & Groundcare
Mezzi dedicati alla manutenzione civile, agricoltura specializzata, verde pubblico e privato, pulizia urbana, viabilità invernale, manutenzione dei grandi impianti sportivi. A questa categoria appartengono anche transporter di piccola e media potenza (25 e 50 hp).

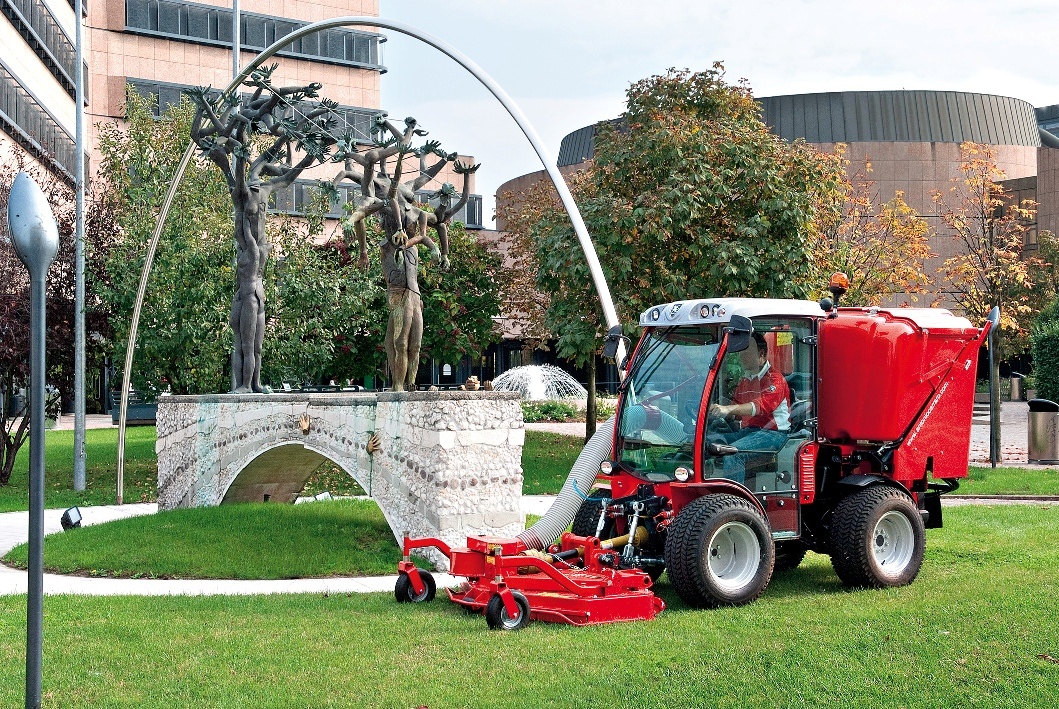
SP 4400
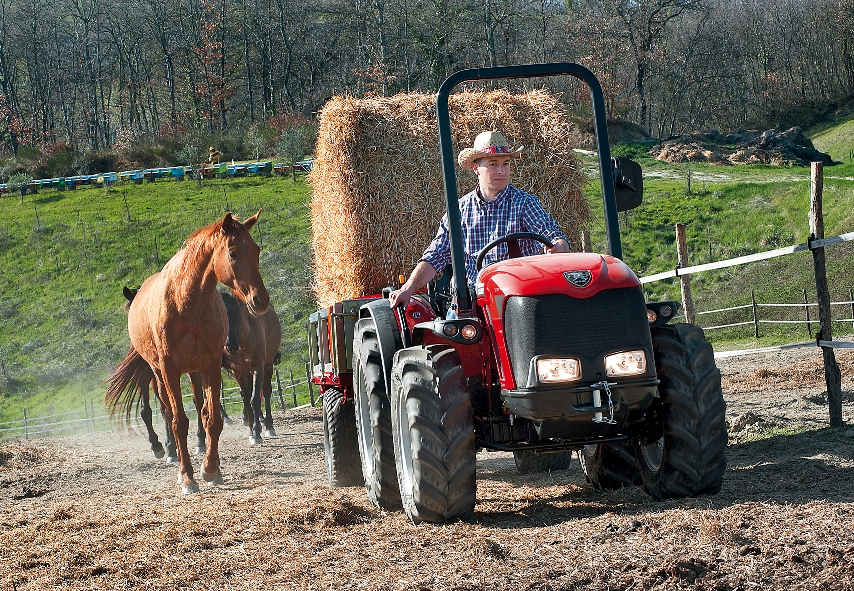
Tigre 4400 F
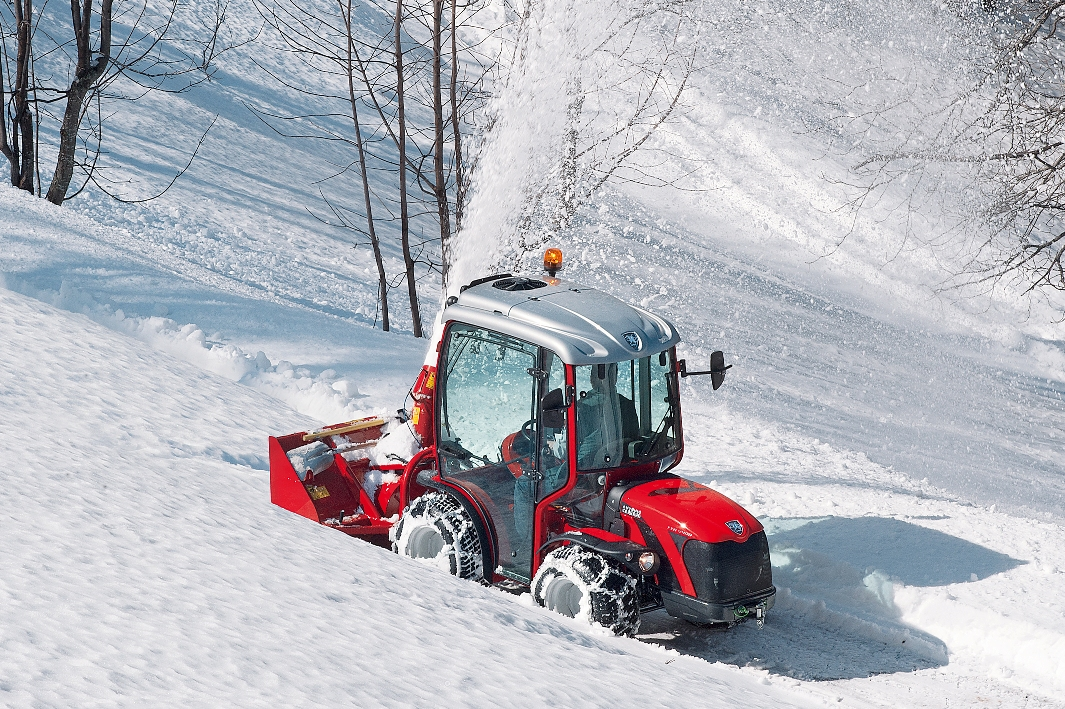
TTR 4400

## Rete di vendita

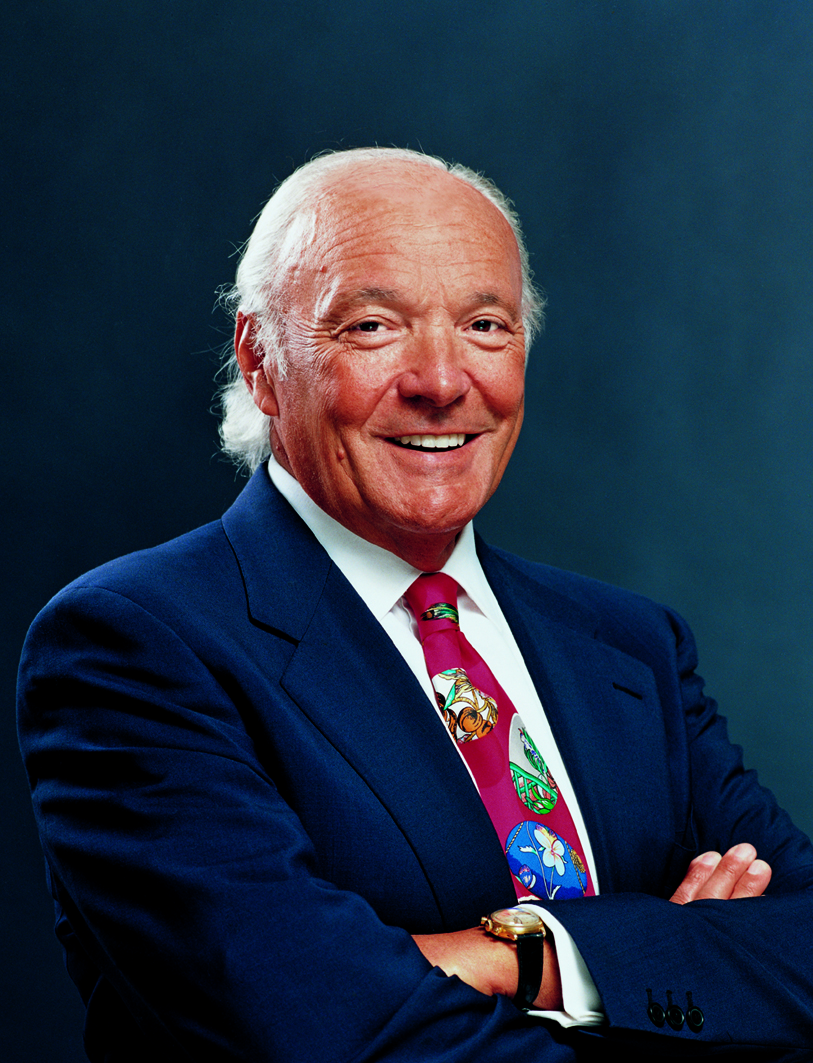
Antonio Carraro nel 2008

La rete di distribuzione italiana conta all'incirca 200 concessionari sparsi in tutte le regioni italiane. All'estero Antonio Carraro opera attraverso una rete di concessionari e importatori diretti (circa 150) e 3 filiali, oltre a una joint venture con la francese Sodave.

### Filiali Antonio Carraro
- Spagna: Antonio Carraro Ibérica - Barcellona
- Australia: Antonio Carraro Oceania – Minto, Sydney
- Turchia: Antonio Carraro Anadolu – Istanbul

### Altro
Paesi dove sono presenti Importatori e concessionari Antonio Carraro: Italia, Spagna, Australia, Cile, Turchia, Austria, Bulgaria, Canada, Svizzera, Repubblica Ceca, Germania, Danimarca, Ecuador, Francia, Gran Bretagna, Grecia, Croazia, Ungheria, Israele, Lettonia, Marocco, Martinica, Messico, Paesi Bassi, Nuova Zelanda, Polonia, Serbia, Svezia, Slovenia, Stati Uniti d'America, Perù, Algeria, Tunisia, Norvegia, Portogallo.

## Premi e riconoscimenti (1910-2013)
Principali riconoscimenti che hanno segnato la storia aziendale:
- 1910: Diploma di incoraggiamento e menzione onorevole a Giovanni Carraro per "aratro erpice e seminatrice che funzionano contemporaneamente"[4];
- 1971: Ente Nazionale Previdenza Infortuni concorso macchine per terreni declivi  1º premio Tigrone 750 S[4];
- 1974: Camera di Commercio Industria e Artigianato VII concorso macchine per terreni declivi  1º premio Supertigre 850[4];
- 1985: 1º premio - medaglia d'oro -  xvi° concorso nazionale Meccanizzazione Agricola Collinare[4];
- 1996: UNACOMA premio novità tecnica per manutenzione aree verdi  TTR 7700[4];
- 2005: Premio Sypra “Laureat" Festival Agricinema (FR) fiera Sima (Parigi)  per il film documentario: 100 Anni di Storia[7];

- 2011: Novità tecnica Agrilevante Premio Innovazione a TRH 9800[8];
- 2012: Tractor of the Year 2012 - Best of Specialized - 1º premio – TRH 9800[9];
- 2013: Best Seller Award 2012 – 1º classificato trattori isodiametrici[10];
- 2013: Premio "Intervitis Interfructa Innovation 2013" - categoria "tecnologie per la coltivazione e la raccolta di uva e frutta" – SRH 9800 articolato reversibile a trasmissione idrostatica[11].